# ХоЖаЙ (рок-гурт)
ХоЖаЙ —  український автор-виконавець планети «Земля»,  рок-гурт, оркестр, залежно від масштабності заходу. Рік заснування 2002 у Харкові. Виконує пісні і музику в різних музичних напрямках. Учасник міжнародних фестивалів, що працює в індивідуальній манері написання та виконання.

## Історія
Приблизно 10 листопада 2002 року утворився вокальний дует «Гімн Честі». У ньому брали участь Олег Хожай і Олександр Михайлов, було записано 8 "магнітоальбомів" а саме: "Заноза", "Сплав", "Привіт Панки", "Початок", "Червоні Шпроти", "Поклик предків", "Вічна осінь" , "Ні вже дудки". Гурт-дует виступав на різних рок-фестивалях, а також концертах авторської пісні. Початково якість записів була низькою через те, що їх записували на магнітофон, а внаслідок — на одних з перших комп'ютерних програм зі звукозапису, але наразі ще дещо залишилося з того періоду. Олег Хожай і зараз виконує пісні написані періодом 2002–2006 рр, бо, як висловлюється автор, вони йому дорогі, але ж тепер, звичайно, в іншому аранжуванні та звучанні.
У період з 2007 по 2009 року Хожай не виступав, зайнявшись написанням пісень. З 2008 року він почав працювати на заводі «Електроважмаш» і в місцевому БК відновив свою концертну діяльність, збираючи на заходах повні зали з новими і старими піснями в репертуарі.
З 2010 року розпочалася активна діяльність, спроби гри з колективами тривали, так само почався період співробітництва з іншими харківськими музикантами. За період 2010–2012 зібралася деяка кількість студійних записів, записаних різними шляхами, способами, в різних студіях і з різними людьми, як дуети, так і сольні. Ці пісні вийшли в першому альбомі "Вера" в 2012 році.
Також в цей період виходить багато живих відео і офіційних кліпів з акустичним звучанням, кінодвулогія «Средний человек – Я псих», акустичні концерти в Україні та Росії, фестивалі. 
5 грудня 2012 року Олег Хожай вперше вийшов на сцену не один з акустикою, а з музикантами. 2013 року гурт виступив як хедлайнер на Міжнародному фестивалі незалежної рок-музики, у вересні цього ж року було випущено сингл «Не надо меня учить» і однойменний кліп на цю пісню. 2014 року автор в акустичному варіанті і зі знятим імпровізованим живим кліпом випускає пісню "Хочешь ли ты", присвячену подіям в Україні.
Після чого гурт на 2,5 року йде в запис повноформатного студійного альбому «Надежда», повністю з живими інструментами та додатковими сесійними музикантами. 19 листопада 2015 року відбувся реліз альбому "Надежда" в інтернеті. Після цього гурт починає активно гастролювати на концертах та фестивалях в підтримку альбому.
З 2017 року гурт почав запис третього альбому, випуск якого заплановано на 2020 рік. Олег Хожай продовжує виступати сам в акустичному звучанні, разом з клавішником Іваном Страховим, та разом с гуртом. Вийшло кілька кавер-версій на такі світові хіти як - "If you go away", "Can't take my eyes off ", а також "Человек и кошка" гурту "Ноль"
25 вересня 2021 року ХоЖаЙ виступив хедлайнером міжнародного рок-фестивалю OneTheWayFest у Харкові
17 лютого 2022 року реліз третього студійного альбому "Любовь часть 1"
Після початку Повномасштабного вторгнення російських окупантів в Україну "ХоЖаЙ" створив плейліст на Youtube Україна понад усе! Моя війна, та почав записувати 4-й альбом присвячений Україні!

## Учасники
Олег Хожай — автор пісень, вокал, гітара, клавішні, губна гармоніка, перкусія
Іван Страхов — акордеон, клавішні, перкусія
Антон «Тромбон» Білоусов – тромбон
Євген Серьожкін – саксофон
Олексій Тітов - труба
Ярослав Глазунов - ударні
Михайло Радченко - бас
Іван Гулий - гітара
Владіслав Устінов - бітмейкер

## Альбоми
- "Вера" (2012)
- "Надежда" (2015)
- "Любовь часть 1"

## Кліпи
- Пацифист (2012)
- Средний человек (2012)
- Я псих (2012)
- "Не надо меня учить" (2013)
- Сестричка (Макс Фадеев cover) (2019)
- Надежда (2020)
- If you go away (2021)
- Україна (2022)
- На раисю (2022)

## Сингли
- "Не надо меня учить" (2013)
- "ППП" (2018)
- "Якщо не я - Если не ты" (2019)
- "Дорога" (2020)
- "Костровая" (2020)
- "Не забуду" (2022)